# Ronny Heinkel
Ronny Heinkel (* 23. November 1975 in Sonneberg) ist ein deutscher Jurist und Richter am Bundesarbeitsgericht.

## Leben und Wirken
Nach dem Abschluss seines rechtswissenschaftlichen Studiums wurde Heinkel 2003 von der Universität Jena mit der arbeitsrechtlichen Schrift „Die betriebsverfassungsrechtliche Organisationseinheit als Gegenstand kollektiver Rechtsetzung“ zum Dr. iur. promoviert. 2005 legte in Braunschweig sein Zweites Staatsexamen ab und war anschließend zunächst als Rechtsanwalt tätig. Zum 1. August 2006 trat er als Arbeitsrichter in den Justizdienst des Landes Niedersachsen ein. 2009 wechselte er in den Justizdienst des Freistaates Bayern und wurde zunächst an den Arbeitsgerichten Nürnberg und Bamberg eingesetzt. Von Februar bis Juli 2012 war er an das Sozialgericht Nürnberg abgeordnet, von Mai bis Juli 2016 an das Landesarbeitsgericht Nürnberg.
Zum 1. Februar 2017 wurde Heinkel zum Richter am Bundesarbeitsgericht ernannt. Er wurde zunächst dem vor allem für Betriebsverfassungs- und Arbeitskampfrecht zuständigen 1. Senat zugewiesen. Seit 2018 gehört er dem 6. Senat an.